# Núvol
Núvol, el digital de cultura (conocido como Núvol, que significa nube en español) es un diario digital cultural escrito en catalán editado por Bernat Puigtobella. Creado en 2012, también se publica ocasionalmente en papel desde junio de 2017.
La voluntad del medio es convertirse en una ventana de reflexión en torno a los diferentes nichos temáticos culturales que normalmente no tienen cabida en los medios de comunicación generalistas. Otro de sus objetivos es dar visibilidad a la opinión de jóvenes periodistas y creadores culturales.
Desde sus orígenes, también ha ido creando una biblioteca digital propia con un variado catálogo de publicaciones electrónicas que incluyen desde e-books a monográficos especiales. El acceso a la mayoría de estas publicaciones es exclusivo para los suscriptores del medio.  Sus firmas más habituales, más allá del propio Bernat Puigtobella, son: Claudia Rius, Oriol Puig Taulé, Joan Burdeus, Aina Vega, Gerard E. Muro, Agus Izquierdo y Martí Farré.
En 2018 el medio fue reconocido con un Premi Nacional de la Generalidad de Cataluña. En junio de 2013 recibió 54.273 usuarios únicos mensuales, situándose al frente del ranking de cabeceras digitales culturales o especializadas auditadas por la OJD. Según datos de la misma empresa, tiene una base estable de 110.000 usuarios únicos mensuales con picos que pueden alcanzar los 200.000 usuarios.
Desde 2017 concede sus propios premios, repartidos en diez categorías y correspondientes a las secciones de la revista.
Ha recibido varios premios como el premio LletrA en 2012, otorgado por la Fundación Prudenci Bertrana y la Universidad Abierta de Cataluña, el Premio Nacional de Comunicación 2018 de la Generalidad de Cataluña  o el premio ACCA 2019 a la Crítica de Arte concedido por la Asociación Catalana de Críticos de Arte.